# Cavallermaggiore
Cavallermaggiore é uma comuna italiana da região do Piemonte, província de Cuneo, com cerca de 5.066 habitantes. Estende-se por uma área de 51 km², tendo uma densidade populacional de 99 hab/km². Faz fronteira com Bra, Cavallerleone, Cherasco, Marene, Monasterolo di Savigliano, Racconigi, Ruffia, Sanfrè, Savigliano, Sommariva del Bosco.

## Demografia
| Variação demográfica do município entre 1861 e 2011                               |
|                                                                                   |
| Fonte: Istituto Nazionale di Statistica (ISTAT) - Elaboração gráfica da Wikipedia |